# Balás Eszter (logopédus)
Balás Eszter (1949–) magyar táncdalénekesnő, mesterlogopédus.

## Pályafutása táncdalénekesnőként
A Lórántffy Zsuzsanna Ének-zene Tagozatú Általános Iskolába járt, majd a Móricz Zsigmond Gimnázium zenei tagozatán érettségizett. Első énektanára Majláth Júlia majd Balassa P. Tamás.
Csecsemőgondozó, amikor 1969-ben jelentkezett a IV. táncdalfesztiválra. Nem tudom a szemem levenni rólad c. száma azonnal a döntőbe is juttatta. Fellépésének érdekessége, hogy nem sokkal a döntő előtt motor balesetet szenvedett, de törött karja ellenére fellépett, és elénekelte versenyszámát.
Kellemes hangja, kedves megjelenése miatt főként vicces táncdalokat énekelt (Köszönöm az ilyen szerelmet; Ha nem lennél, ki kéne találni), de akkor tűnt fel, amikor a táncdal műfaja már veszített népszerűségéből. Míg sokan (Toldy Mária, Szántó Erzsi, Mikes Éva) a visszavonulás mellett döntöttek, ő a folk műfajban tett kirándulást: 1979-től a Viola nevű folk-formáció tagja lett.

## Pályafutása logopédusként
Könnyűzenei pályafutása mellett logopédusnak tanult, 1974-ben szerezte meg a diplomáját. Már ettől az évtől, Montágh Imre ajánlására színpadi beszédtechnikát tanított a Pinceszínházban. Mellette először 4 évig egy nevelőotthonban, majd 16 évig egy nevelési tanácsadóban dolgozott. 1994-ben alapította meg az Alapítvány a Dadogókért elnevezésű civil szervezetet, majd 1997-ben a Seneca Beszéd Stúdiót.
2004-ben könyve jelent meg Képes könyv a dadogásról és más dolgokról címmel.